# Boston Celtics 1987-1988
La stagione 1987-88 dei Boston Celtics fu la 42ª nella NBA per la franchigia.
I Boston Celtics vinsero la Atlantic Division della Eastern Conference con un record di 57-25. Nei play-off vinsero il primo turno con i New York Knicks (3-1), la semifinale di conference con gli Atlanta Hawks (4-3), perdendo poi la finale di conference con i Detroit Pistons (4-2).

## Roster
| N° | Naz.                   | Ruolo | Sportivo         | Anno | Alt. | Peso |
| -- | ---------------------- | ----- | ---------------- | ---- | ---- | ---- |
| 00 | Stati Uniti (bandiera) | C     | Robert Parish    | 1953 | 213  | 104  |
| 3  | Stati Uniti (bandiera) | G     | Dennis Johnson   | 1954 | 193  | 84   |
| 4  | Stati Uniti (bandiera) | GA    | Jim Paxson       | 1957 | 198  | 91   |
| 11 | Stati Uniti (bandiera) | G     | Dirk Minniefield | 1961 | 191  | 82   |
| 12 | Stati Uniti (bandiera) | G     | Jerry Sichting   | 1956 | 185  | 76   |
| 20 | Stati Uniti (bandiera) | GA    | Darren Daye      | 1960 | 203  | 100  |
| 31 | Stati Uniti (bandiera) | AC    | Fred Roberts     | 1960 | 208  | 99   |
| 32 | Stati Uniti (bandiera) | AC    | Kevin McHale     | 1957 | 208  | 95   |
| 33 | Stati Uniti (bandiera) | A     | Larry Bird       | 1956 | 206  | 100  |
| 35 | Stati Uniti (bandiera) | GA    | Reggie Lewis     | 1965 | 201  | 88   |
| 42 | Stati Uniti (bandiera) | AC    | Mark Acres       | 1962 | 211  | 100  |
| 43 | Stati Uniti (bandiera) | G     | Conner Henry     | 1963 | 201  | 88   |
| 44 | Stati Uniti (bandiera) | GA    | Danny Ainge      | 1959 | 193  | 79   |
| 50 | Stati Uniti (bandiera) | C     | Greg Kite        | 1961 | 211  | 113  |
| 53 | Stati Uniti (bandiera) | C     | Artis Gilmore    | 1949 | 218  | 109  |
| 54 | Stati Uniti (bandiera) | AC    | Brad Lohaus      | 1964 | 211  | 104  |

## Staff tecnico
- Allenatore: K.C. Jones
- Vice-allenatori: Jimmy Rodgers, Chris Ford, Ed Badger
- Preparatore atletico: Ed Lacerte